# Éric Perrot
Éric Perrot (Bourg-Saint-Maurice, 29 de junio de 2001) es un deportista francés que compite en biatlón. Ganó seis medallas en el Campeonato Mundial de Biatlón, en los años 2024 y 2025.

## Palmarés internacional
| Campeonato Mundial | Campeonato Mundial           | Campeonato Mundial | Campeonato Mundial |
| Año                | Lugar                        | Medalla            | Prueba             |
| ------------------ | ---------------------------- | ------------------ | ------------------ |
| 2024               | Nové Město (República Checa) | Medalla de oro     | Relevo mixto       |
| 2024               | Nové Město (República Checa) | Medalla de bronce  | Relevo             |
| 2025               | Lenzerheide (Suiza)          | Medalla de oro     | Individual         |
| 2025               | Lenzerheide (Suiza)          | Medalla de oro     | Relevo mixto       |
| 2025               | Lenzerheide (Suiza)          | Medalla de plata   | Relevo             |
| 2025               | Lenzerheide (Suiza)          | Medalla de bronce  | Persecución        |